# Феррейра-а-Нова
Феррейра-а-Нова (порт. Ferreira-a-Nova; МФА: [fɨ.ˈʁɐj.ɾɐ-ɐ-ˈno.vɐ]) — парафія в Португалії, у муніципалітеті Фігейра-да-Фош. Розташована в західній частині країни, на теренах історичної португальської провінції Бейра. Входить до складу округу Коїмбра. За адміністративним поділом, чинним до 1976 року, терени парафії були складовою провінції Берегова Бейра. Належить до Коїмбрської діоцезії Католицької церкви. Патрон — свята Евлалія. Площа — 12,7761 км². Населення — 1488 ос. (2011). Слабо урбанізований регіон. Густота населення — 116,47 осіб/км²
. Код — 060505.

## Населення
| Кількість мешканців | Кількість мешканців | Кількість мешканців | Кількість мешканців | Кількість мешканців | Кількість мешканців | Кількість мешканців | Кількість мешканців | Кількість мешканців | Кількість мешканців | Кількість мешканців | Кількість мешканців | Кількість мешканців | Кількість мешканців | Кількість мешканців |
| ------------------- | ------------------- | ------------------- | ------------------- | ------------------- | ------------------- | ------------------- | ------------------- | ------------------- | ------------------- | ------------------- | ------------------- | ------------------- | ------------------- | ------------------- |
| 1864                | 1878                | 1890                | 1900                | 1911                | 1920                | 1930                | 1940                | 1950                | 1960                | 1970                | 1981                | 1991                | 2001                | 2011                |
| 1 367               | 1 455               | 1 529               | 1 616               | 1 838               | 2 023               | 1 997               | 2 468               | 3 374               | 3 325               | 2 643               | 2 979               | 1 603               | 1 678               | 1 488               |